# Västerport, Kalmar
Denna artikel handlar om stadsporten i Kalmar. För stadsdelen Västerport i Varberg, se Västerport, Varberg. För Vesterport i Köpenhamn, se Vesterport.
Västerport, också kallad Högvakten, var en del av befästningarna på Kvarnholmen i befästningsstaden Kalmar. Den stod färdig 1658. Stadsporten användes fram till 1870.
Ravelinsbron mellan Västerport och ravelinen Prins Carl mitt emot denna var stadens enda förbindelse mellan Kvarnholmen och fastlandet. Porten är byggd i renässansstil efter ritningar av Johan Wärnschiöld. Kalmars stadsvakter härbärgerades i porthuset. På varsin sida av Västerport låg norr om bastionen Gustavus Primus och söder om Gustavus Magnus.
År 1997 anlades åter en träbro för fotgängare över Systraströmmen mellan Västerport och ravelinen Prins Carl på Malmen, där fängelset i Kalmar ligger.

## Bildgalleri

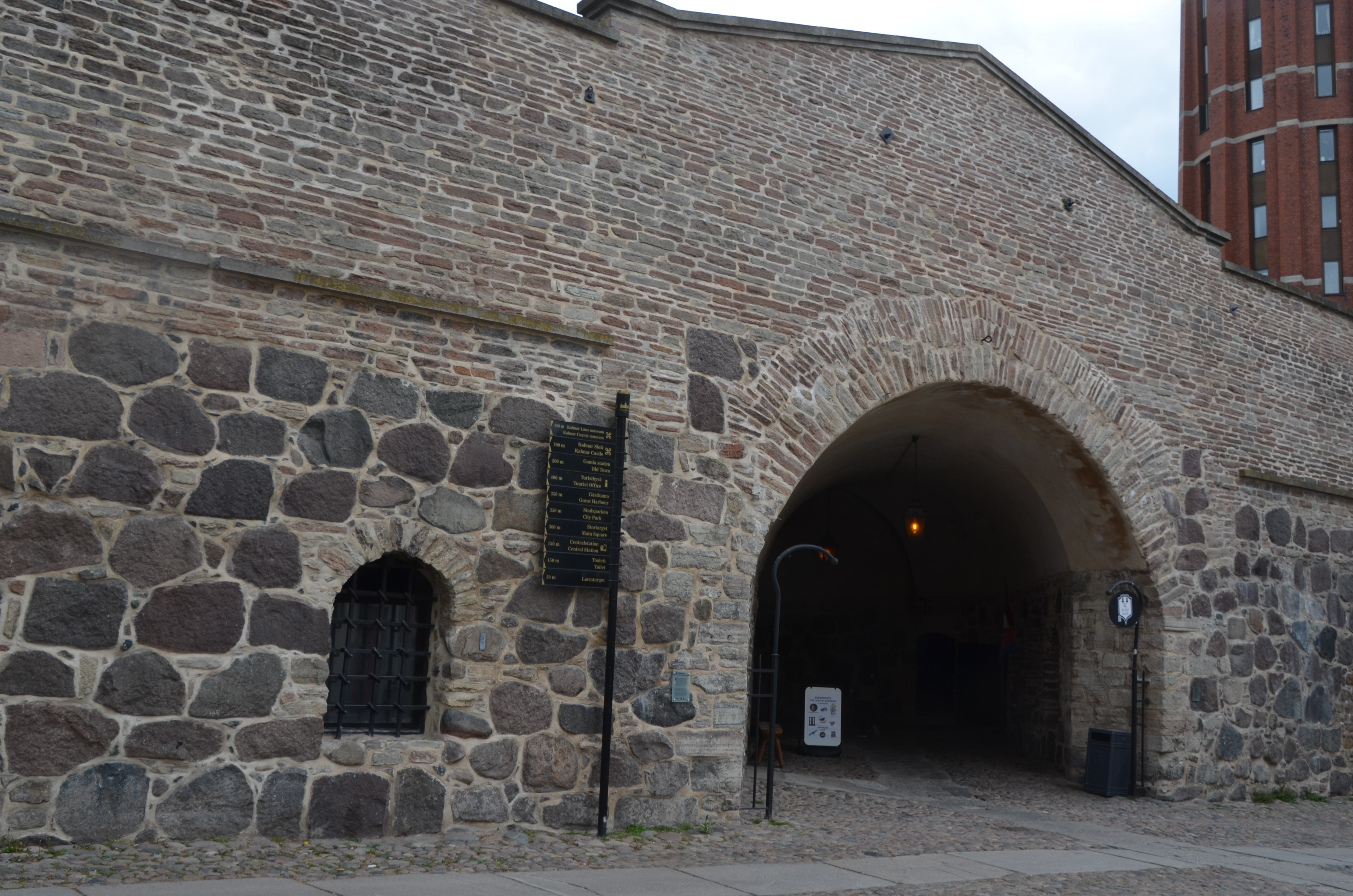
Västerport från Kvarnholmensidan
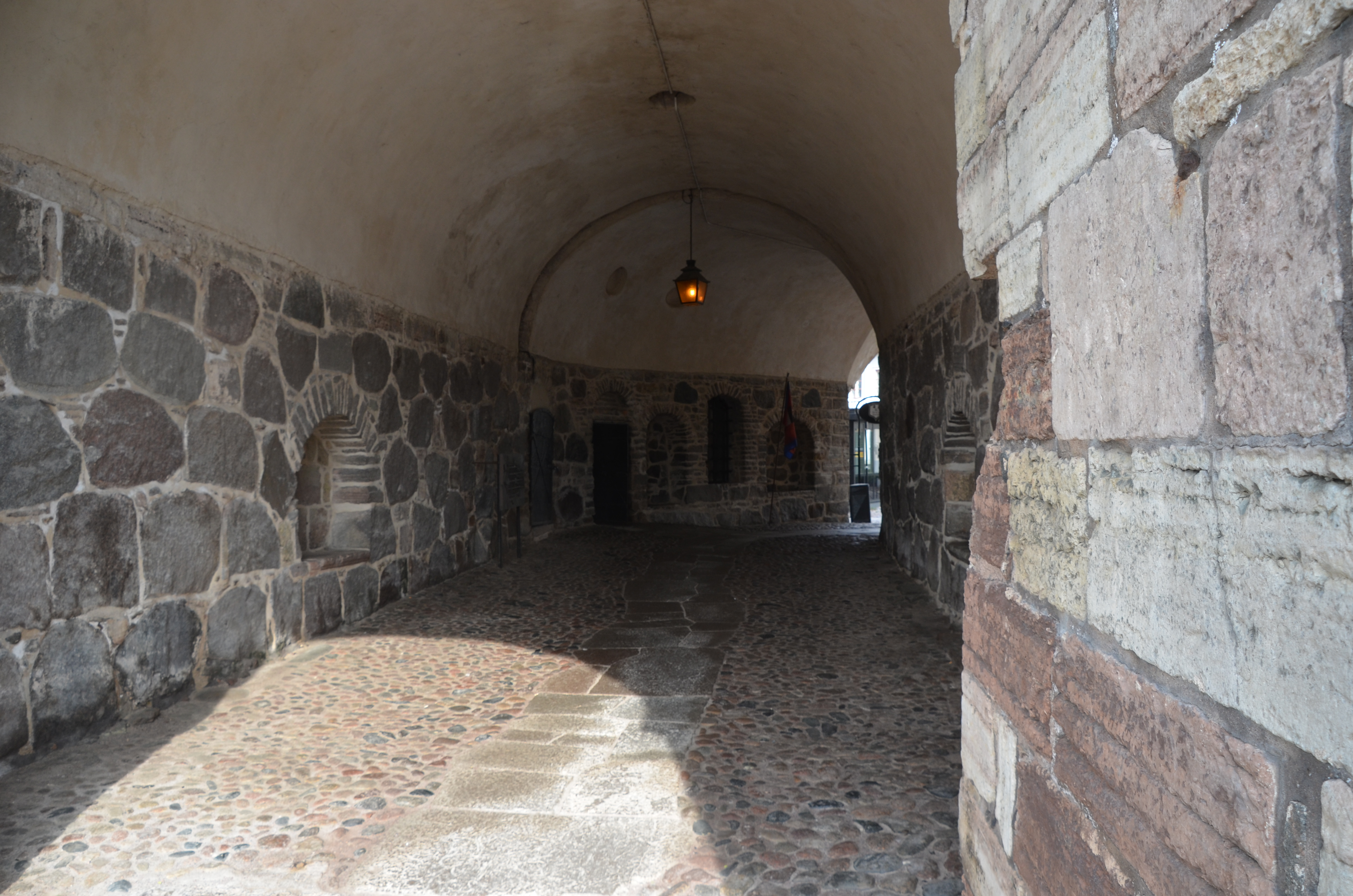
Den krökta portgången sedd inåt staden